# Ашаякатль
Ашаяка́тль (науатль Axayacatl, «Маска из воды») — великий тлатоани империи ацтеков (мешиков) в 1469–1481 годах, внук и наследник Монтесумы I. В 1519 году в его бывшей резиденции располагался военный лагерь испанских завоевателей.

## Деятельность
Представитель династии Акамапичтли, младший брат Тисока и Ауисотля. Главным деянием Ашаякатля было присоединение Тлателолько — до того независимого города-государства, к ацтекской конфедерации. В 1473 г. правитель Тлателолько — Мокиуикстли, (по одной из версий) был обвинён в дурном обращении с одной из своих ацтекских жён, объявлен узурпатором, и после поражения в битве был сброшен со ступеней главного храма Тлателолько.
В 1474–1476 годах Ашаякатль завоевал народ масауа. В 1475 г. Ашаякатль вторично присоединил к Тройственному союзу Куэтлаштлан, жители которого подняли восстание; однако военная кампания против тарасков в 1477 г. оказалась неудачной. Ацтеки подчинили несколько племён в долине Толуки, но тараски разгромили их армию, причём погибло множество знатных лиц и воинов из элитного подразделения «орлов». Более крупных военных кампаний Ашаякатль не вёл. В 1480 г. его войска подчинили несколько племён в районе нынешнего муниципалитета Туспан (штат Веракрус). В 1480-х годах Ашаякатль разгромил союзную армию миштеков и сапотеков. После кончины Ашаякатля тлатоани был избран его старший брат Тисок.
Памятником его правления является «Камень Солнца».

## Семья
Точное количество жён и детей определить сложно; в различных источниках упоминается от 150 до 450 детей.
Наиболее известные жёны и дети от них:
- Мискишауалцин  — дочь тлатоани города Тулы (Толлана)
  - Тлакауэпан — в 1498 г. командовал имперской армией при нападении на Атлиско (долина Пуэбла), где потерпел поражение и погиб на поле боя, отказавшись сдаться в плен.
  - Иштлильквечауак — тлатоани г. Тулы (Толлана), погиб в 1507 г. в битве под Хуэксоцинко (долина Пуэбла).
- ?
  - Маквилмалиналли («Пятая Трава») — тлатоани Хочимилько, был женат на дочери тлатоани Незауальпилли из Тескоко, погиб в 1508 году в одной из «цветочных войн» у города Атлиско (долина Пуэбла).
- Шочиквейетль(?) — двоюродная сестра, дочь Куитлауака, тлатоани г. Истапалапана
  - Монтесума II Шокойоцин — император ацтеков (мешиков) 1502—1520 гг.
  - Куитлауак — тлатоани Истапалапана, император ацтеков (мешиков) в 1520 году.

дети от неизвестных жён:
- ?
  - Тесепатик (Зазапатик) — погиб в одной из «цветочных войн» в Атлиско (долина Пуэбла).
  - Пинауитль,
  - Матлацинкатль,
  - Чечепатикацин.
  - Папанцин — дочь, жена губернатора города Тлателолько, умерла в 1509 г., согласно легенде, воскресла на следующий день и явилась к Монтесуме II с пророчеством скорой гибели государства мешиков.
  - Чальчуненецин («Нефритовая Кукла») — дочь, жена тлатоани Незауальпилли из Тескоко, была уличена в многократных супружеских изменах и публично удавлена вместе с любовниками и двумя тысячами сообщников.